# August Demmin
August Friedrich Demmin (1817-1898) a fost un scriitor german, a studiat la Universitatea de arte în Paris, fiind cunoscut sub numele Auguste Frédéric Demmin. Colecția lui de ceramică se află în muzeul din Wiesbaden.

## Opere
- Guide de l'amateur de faiences et porcelaines: terres cuites, poteries de toute espèce, émaux su métaux.... (4. Aufl., Paris: Renouard 1873, 3 Bde.)
- Guide des amateurs d'armes et armures anciennes. (daf. 1869; deutsche Bearbeitung u. d. T.:
- Die Kriegswaffen in ihrer historischen Entwickelung. Leipzig 1869; 2. Aufl. 1885)
- Encyclopédie histor1que, archéologique, biographique etc. des beaux-arts plastiques (Paris 1872-80, 5 Bde. mit 6000 Abbildungen)
- Handbuch der bildenden & gewerblichen Künste : geschichtliche, archäologische, biographische, chronologische, monogrammatische und technische Encyclopaedie der Schriftenkunde, Bilderkunde, Wappenkunde, geistliche Trachten, kirchliche Geräte, Gefäße.
  - Nachdruck der Orig.-Ausg., 1877/78. Gütersloh: Prisma-Verl., 1979
  - Neudruck: Leipzig: Zentralantiquariat der Dt. Demokrat. Republik 1980.
- Keramikstudien (Leipzig 1882-83)
- Histoire des peintres de toutes les écoles

Romane
- "Une vengeance par le mariage"
- "Das Tragikomische der Gegenwart" (Leipzig 1883-84).